# Lis Verhoeven
 Lis Verhoeven (11 de marzo de 1931 en Fráncfort, Alemania-2 de julio de 2019) fue una actriz y directora de teatro alemana.

## Trayectoria
Hermana del director Michael Verhoeven, era hija de la actriz Doris Kiesow y el actor y director Paul Verhoeven.
Estudió en Múnich entre 1949 y 1951 y debutó en Fráncfort del Meno en 1951 donde permaneció en el ensemble hasta 1954 para trasladarse a Múnich hasta 1956 donde trabajó dirigida por su padre.
En Berlín, Köln y Múnicn fue Stella en Un tranvía llamado deseo durante 1962 y 1963. Entre 1966 y 1968 integró el elenco del Teatro Alemán de Hamburgo.
En 1978 interpretó a lady Macbeth en Macbeth.
Como directora debutó en 1980 en Múnich, trabajando luego en Viena, Düsseldorf, Ratisbona y Bregenz.
Trabajó en los siguientes escenarios oficiales:
- Städtische Bühne Frankfurt
- Kammerspiele München
- Residenztheater München
- Volkstheater München
- Renaissancetheater Berlin
- Freie Volksbühne Berlin
- Zahlreiche Theatertourneen
- Deutsches Schauspielhaus Hamburg
- Indendanz der Kreuzgangspiele Feuchtwangen

Se casó con el actor Mario Adorf y es la madre de la actriz Stella Adorf (1963).

## Filmografía
- 1952: Der fröhliche Weinberg
- 1953: Vergiß die Liebe nicht
- 1960: Die Zeit und die Conways
- 1962: Bedaure, falsch verbunden
- 1963: Mauern
- 1964: Campingplatz
- 1965: Machenschaften
- 1966: Bethanien
- 1967: Crumbles letzte Chance
- 1969: Tag für Tag
- 1970: Ferdinand Graf von Zeppelin – Stunde der Entscheidung
- 1971: Zwei Briefe an Pospischiel
- 1972: Berlin, Keithstrasse 30 (Serie)
- 1972: Verdacht gegen Barry Croft
- 1972: Pulle + Pummi
- 1972: Marie
- 1973: Im Schillingshof
- 1977: Zum kleinen Fisch (Serie)
- 1979: Die Magermilchbande
- 1983: Die Zeiten ändern sich
- 1995: Um die 30

## Documental
- Die Verhoevens de Felix Moeller,  2003.